# Hortense Aka-Anghui
Hortense Aka-Anghui (18 tháng 12 năm 1933 – 30 tháng 9 năm 2017) là một chính trị gia người Bờ Biển Ngà.
Sinh ra là Hortense Dadié tại Agboville, Aka – Anghui là em gái của Bernard Dadié. Bà được bầu vào Quốc hội với tư cách là thành viên của Đảng Dân chủ Bờ Bờ Biển Ngà - Cuộc biểu tình dân chủ châu Phi năm 1965, sau đó giữ chức phó chủ tịch của Hội đồng và là thành viên cho đến năm 1990; với Gladys Anoma và Jeanne Gervais, bà là một trong những phụ nữ đầu tiên được bầu vào cơ thể đó. Từ năm 1980 đến năm 2017, bà là thị trưởng của Port – Bouët. Bà cũng từng là Bộ trưởng phụ trách các vấn đề phụ nữ từ năm 1986 đến năm 1990, và từ năm 1984 đến năm 1991 với tư cách là chủ tịch của Hiệp hội des Femmes Ivoriennes. Bà đã phục vụ cũng như một thành viên của Ủy ban Trung ương và Cục Chính trị của đảng chính trị của mình. Aka-Anghui được đào tạo thành dược sĩ, lấy bằng tiến sĩ tại Đại học Paris năm 1961, và điều hành một phòng thí nghiệm dược và y tế ở Treichville, nơi thị trấn mà bà đã được nuôi dưỡng, trước khi tham gia chính trị.